# Festival de Cortometrajes Alpinale

Logo

La ALPINALE es un festival de cortometrajes austriaco que tiene lugar anualmente en Vorarlberg. De 1985 a 2003, se llevó a cabo en Bludenz y de 2003 a 2019 en Nenzing. En 2020, el festival regresa a Bludenz.

## Festival

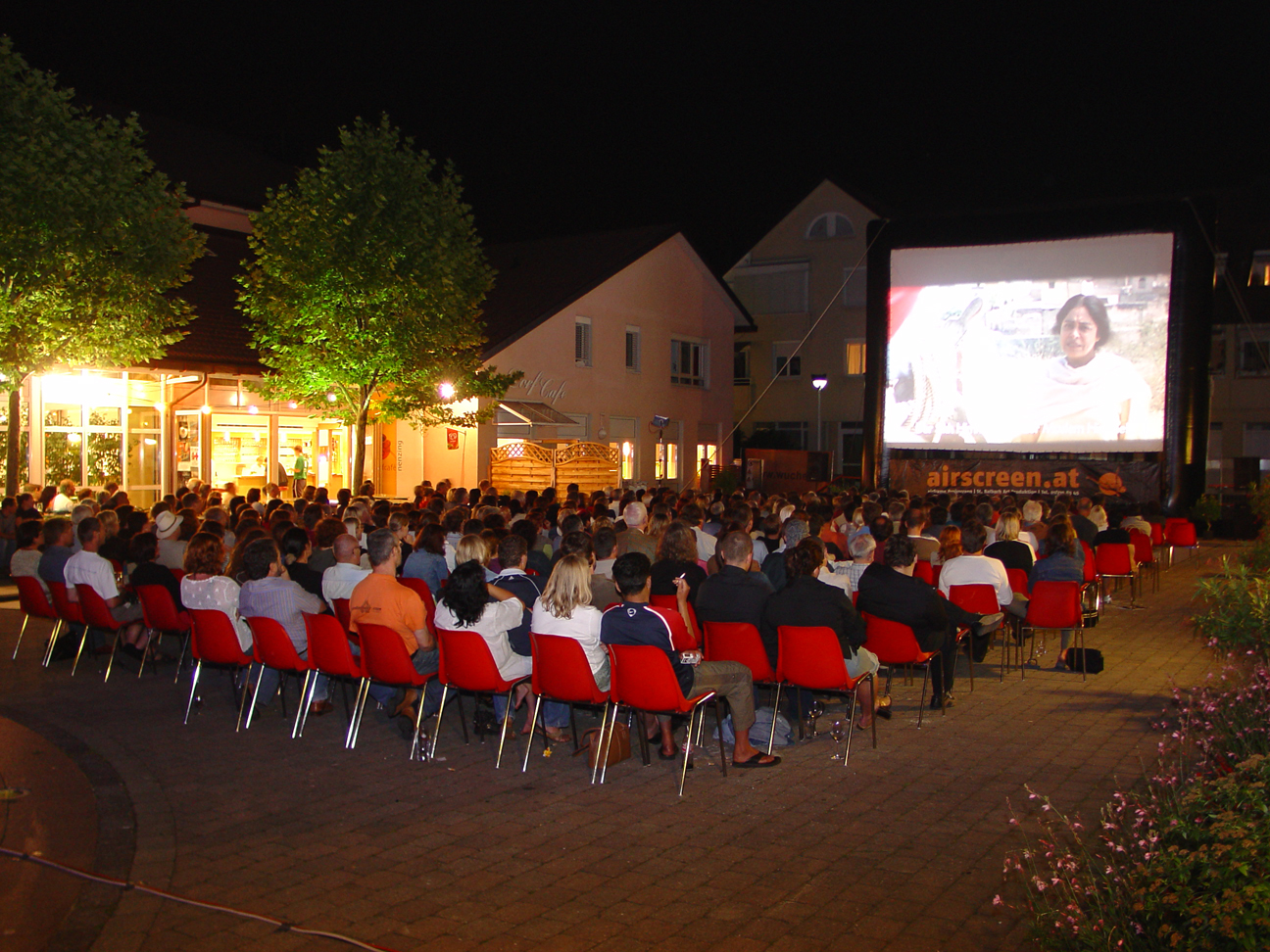
Open Air Nenzing

La ALPINALE es uno de los festivales de cine más antiguos de Austria. En 1982, Otmar Rützler y el periodista Günther J. Wolf (organizador del Bludenzer Literaturtage) sentaron las bases de la ALPINALE con las Bludenzer Filmtage. En primer lugar, los escritores emergentes y los cineastas aficionados se reunieron para una competición organizada conjuntamente. En los dos años siguientes ya se celebraron concursos para cineastas aficionados y emergentes.
En 1985, se celebró en Bludenz, bajo el nombre de ALPINALE, el primer festival internacional de cine para cortometrajes y largometrajes producidos profesionalmente, así como para películas de aficionados. El animal heráldico de la ciudad de Bludenz también dio imagen al premio - el Unicornio de Oro. En los primeros años, la ALPINALE se posicionó como un festival de cine de vanguardia, más tarde se centró en el cine alpino, y luego en el cine europeo emergente. Si bien las producciones europeas siguen siendo muy numerosas hoy en día, la ALPINALE se ha establecido internacionalmente. Mientras que en los primeros años se solicitaban películas largas y los cortometrajes sólo estaban representados marginalmente, a lo largo de los años la ALPINALE se convirtió más y más en un festival de cortometrajes. Hoy el nombre oficial es "Festival de Cortometrajes ALPINALE".

## Premio
En las categorías de película infantil, película de animación, película universitaria, película internacional (hasta 2008: película profesional) y premio del jurado, así como el premio del público, se otorga el premio Unicornio de Oro.
Algunos ganadores destacados del premio ALPINALE:
- Götz Spielmann (logró una nominación al Oscar en 2009 con la película Revanche); su película de graduación fue presentada en Bludenz.
- En 2008, Spielzeugland de Jochen-Alexander Freydank ganó el Unicornio de Oro del Premio del Público y al año siguiente el Oscar en los Academy Awards.
- En 2016, la directora israelí Elite Zexer (Mención Especial ALPINALE 2009 para Tasnim) ganó el Gran Premio del Jurado en el Festival de Sundance por su primer largometraje y fue nominada para el Oscar en la categoría de Países Extranjeros.
- En 2016, se presentó Am Ende ein Berg de Félix Ahrens, que poco después ganó el Oscar Estudiantil.
- En 2017, Watu Wote de Katja Benrath ganó el Unicornio de Oro al Mejor Cortometraje Universitario. La película ganó después el Oscar estudiantil y fue nominada al Oscar como Mejor Cortometraje.[2]